# Lista de regiões portuguesas ordenadas por população jovem
Esta é uma lista demostrando a população jovem até aos 14 anos de idade de cada uma das sete regiões portuguesas, ordenadas pela região e ano, mostrando os valores de cada ano desde 2011. Os dados baseiam-se nas estatísticas oficiais do Instituto Nacional de Estatística.
| Posição | Posição          | Região                       | População jovem (2021) | Participação (população jovem total) | Variação (%, desde 2020) | Variação (números, desde 2020) |
| Em 2021 | Comparada a 2020 | Região                       | População jovem (2021) | Participação (população jovem total) | Variação (%, desde 2020) | Variação (números, desde 2020) |
| ------- | ---------------- | ---------------------------- | ---------------------- | ------------------------------------ | ------------------------ | ------------------------------ |
| 1       | (0)              | Região do Norte              | 446 747                | 32,9 %                               | 1,70 %                   | 7 739                          |
| 2       | (0)              | Área Metropolitana de Lisboa | 420 433                | 30,9 %                               | 0,92 %                   | 3 886                          |
| 3       | (0)              | Região do Centro             | 269 262                | 19,8 %                               | 0,91 %                   | 2 480                          |
| 4       | (0)              | Região do Alentejo           | 89 321                 | 6,6 %                                | 0,41 %                   | 370                            |
| 5       | (0)              | Região do Algarve            | 64 510                 | 4,8 %                                | 0,67 %                   | 433                            |
| 6       | (0)              | Região dos Açores            | 35 293                 | 2,6 %                                | 1,21 %                   | 433                            |
| 7       | (0)              | Região da Madeira            | 32 257                 | 2,5 %                                | 2,69 %                   | 893                            |
|         |                  | Portugal                     | 1 357 823              | 100 %                                | 1,18 %                   | 16 234                         |

1. ↑  «Portal do INE». www.ine.pt. Consultado em 21 de abril de 2023